# 谷津新八郎
谷津 新八郎（やづ しんぱちろう、1860年3月5日（安政7年2月12日）- 1935年（昭和10年）10月7日）は、日本の政治家。衆議院議員（1期）。

## 経歴
茨城県出身。下中妻村会議員、徴兵参事員、学校組合議員、東茨城郡会議員、同参事会員、茨城県会議員、同参事会員となる。
1920年の第14回衆議院議員総選挙において立憲政友会公認で茨城2区から立候補して当選する。衆議院議員を1期務め、1924年の第15回衆議院議員総選挙には立候補しなかった。1935年に死去した。